# Karl Wilhelm Adolf Frölich
Karl Wilhelm Adolf Frölich (* 14. April 1877 in Oker; † 29. April 1953 in Gießen) war ein deutscher Rechtshistoriker.
Er studierte in Jena und Göttingen. Im Jahr 1900 legte er das Referendar- und 1904 das Assessorexamen ab. Er wurde 1910 zum Dr. iur. bei Alfred Schultze promoviert. Er habilitierte sich 1921 in Leipzig. 1923 wurde er auf den ordentlichen germanistischen Lehrstuhl der Juristischen Fakultät in Gießen berufen. Er erreichte die Gründung eines Instituts für Rechtsgeschichte, ein besonderes Anliegen war ihm die rechtliche Volkskunde und die fotografische Dokumentation der Sachzeugen des Rechtslebens. 
Er hinterließ zahlreiche Aufnahmen vorwiegend aus Deutschland auf Glasplatten, die heute in Frankfurt, am Leopold-Wenger-Institut in München und an der Universitätsbibliothek Gießen aufbewahrt werden. Das Max-Planck-Institut für europäische Rechtsgeschichte hat das Material digitalisiert und online zur Verfügung gestellt. Zu diesen Objekten hat Frölich auch zahlreiche Einzelstudien veröffentlicht.